# دبلومة اللغة الإسبانية كلغة أجنبية
دبلومة اللغة الأسبانية كلغة أجنبية  (بالإسبانية: Diplomas de Español como Lengua Extranjera)‏ هي الشهادة الرسمية التي تحدد مستوى إجادة وإتقان اللغة الإسبانية كلغة أجنبية لغير الناطقين بها، وقد أنشئت عام 1988. وهي شهادة معترف بها عالميا علي مستوى الشركات الخاصة، الغرف التجارية، المؤسسات التربوية العامة والخاصة. وهي دبلومة غير محددة الأجل. ويمنح معهد ثربانتس هذه الشهادة باسم وزارة التربية والتعليم الإسبانية، وتشارك جامعة سلامنكا في تطوير المحتوى والتقييم. وتشتمل الدبلومة على ستة مستويات.

## المرشحون لنيل الدبلومة
والدبلومة هي شهادة موجهة إلى مواطني البلدان التي لغتها الرسمية هي غير الإسبانية. ولكن يمكن أيضا للمواطنين الناطقين باللغة الإسبانية طلب الحصول على الاختبارات، ولكنها مشروطة بتلبية اثنين على الأقل من المتطلبات التالية:
- الإسبانية ليست اللغة الأم لأحد الوالدين.
- الإسبانية ليست اللغة الأولى التي تعلمها.
- اللغة الإسبانية لا تستخدم عادة.
- لم يستكمل جزءا من تعليمه الابتدائي أو الثانوي باللغة الإسبانية.

## بنية الامتحانات
تتألف الامتحانات للحصول على الدبلومة من 5 اختبارات :
- استيعاب النصوص المكتوبة.
- التعبير كتابة.
- الفهم السماعي.
- المهارات الشفوية.
- قواعد اللغة والمفردات عدا دبلومتي المستوى A1 و A2.

## قياس الكفاءة الخاصبالإطار الأوروبي المرجعي العام للغات
| مجموعة المستوى | اسم مجموعة المتسوى | المستوى | اسم المستوى             | التعليق |
| -------------- | ------------------ | ------- | ----------------------- | --- |
| A              | متحدث أساسي        | A1      | اختراق مبتدئ            | يثبت أن الشخص مؤهل للتعامل مع المواقف البسيطة المتعلقة بالحياة اليومية المعتادة. |
| A              | متحدث أساسي        | A2      | مستوى التقدم ابتدائي    | يثبت أن الشخص قادر على فهم جمل وتعبيرات ذات استخدام يومي ومتعلقة بمجالات ذات اهتمام على الصعيد الشخصي. |
| B              | متحدث أساسي        | B1      | العتبة ابتدائي          | يثبت أن الشخص لديه المستوى اللغوي الذي يتيح له الفهم والاستجابة في معظم المواقف اليومية المعتادة وكذلك القدرة على التعبير عن احتياجاته ورغباته بطريقة أساسية.                                                                   |
| B              | متحدث أساسي        | B1      | العتبة مدرسي            | يثبت أن الشخص لديه المستوى اللغوي الذي يتيح له الفهم والاستجابة في معظم المواقف اليومية المعتادة وكذلك القدرة على التعبير عن احتياجاته ورغباته بطريقة أساسية بالنسبة للطلبة في المرحلة الثانوية والجامعية من سن 12 إلى 17 عاما. |
| B              | متحدث طليق         | B2      | الأفضلية متوسط أعلى     | يدل على امتلاك مستوى كاف من اللغة للتصرف بطريقة مريحة مع المواقف والأحداث اليومية المعتادة التي لا تحتاج إلى متخصص في استخدام اللغة.                                                                                            |
| C              | متحدث مختص         | C1      | كفاءة عملية فعالة متقدم | يدل على أن المستوى اللغوي يسمح بفهم واضح لمختلف أنواع النصوص والتي تحتوي علي درجة من الصعوبة اللغوية. بالإضافة إلى ذلك، يستطيع المستخدم التعبير عن نفسه بطلاقة وعفوية دون بذل مجهود للبحث عن التعبير المناسب.                   |
| C              | متحدث مختص         | C2      | الإتقان المهارة         | يدل على أن المستوى اللغوي يكفي للتصرف في المواقف التي تتطلب استخدام عالي للغة ومعرفة العادات الثقافية التي تتجلى من خلالها. |